# Абрит
 Тази статия е за селото в Североизточна България.  За хълма в Антарктида вижте Абрит (нунатак).  
Абрѝт е село в Североизточна България, община Крушари, област Добрич. В негова чест е именуван хълм в Антарктида.

## География
Село Абрит е в Южна Добруджа. Селото е на около 38 km северно от областния център град Добрич и на около 11 km север-североизточно от общинския център село Крушари. Разположено е изтеглено в направление изток-югоизток – запад северозапад от двете страни на леко вдълбания водослив между два срещуположни полегати склона, по който се отвеждат валежните води от склоновете. В селото няма постоянен естествен воден поток. Надморската височина в центъра на селото е около 140 m.
На около 5 km северно и на около 12 km източно от Абрит отстоят участъци от границата с Румъния.
На северозапад Абрит има пътна връзка със село Коритен, а на юг през село Крушари – с град Добрич.
Землището на село Абрит граничи със землищата на: село Северняк на северозапад; село Поручик Кърджиево на север и североизток; село Росица на изток; село Добрин на югоизток и юг; село Александрия на юг, югозапад и запад; село Коритен на запад.
В землището на Абрит има два малки язовира – язовир „Залдапа“ с хотелски комплекс в северната му част и язовир „Абрит“.
Числеността на населението на село Абрит по данните от преброяванията от 1934 г. насам се променя както следва:
| \| Година на преброяване \| Численост \| \| --------------------- \| --------- \| \| 1934 \| 552 \| \| 1946 \| 748 \| \| 1956 \| 758 \| \| 1965 \| 474 \| \| 1975 \| 474 \| \| 1985 \| 339 \| \| 1992 \| 364 \| \| 2001 \| 290 \| \| 2011 \| 205 \| \| 2021 \| 192 \| |           |
| Година на преброяване | Численост |
| 1934 | 552       |
| 1946 | 748       |
| 1956 | 758       |
| 1965 | 474       |
| 1975 | 474       |
| 1985 | 339       |
| 1992 | 364       |
| 2001 | 290       |
| 2011 | 205       |
| 2021 | 192       |

Етническите групи в селото според преброяването на населението през 2011 г. имат следните численост и дял:
| Етнически групи     | Численост | Дял (в %) |
| Общо                | 205       | 100       |
| Българи             | 26        | 12,68     |
| Турци               | 144       | 70,24     |
| Цигани              | 35        | 17,07     |
| Други               | 0         | 0         |
| Не се самоопределят | 0         | 0         |
| Не отговорили       | 0         | 0         |

## История
Село Абрит има преди Освобождението двойно име – Абдул Ехат и Аптаат. То е в България от 1878 г. до 1913 г. и от 1940 г. През периода 1913 – 1940 г. Южна Добруджа е част от територията на Румъния – отнета от България по силата на Букурещкия мирен договор и върната по силата на Крайовската спогодба от 1940 г. Селото е преименувано на Абрит през 1942 г.
Училище в селото (за I - IV отделение) се създава през 1905 г. До 1942 г. то е Частно първоначално училище „Отец Паисий“ в село Аптаат, Добричко, а впоследствие до 1968 г., когато преустановява дейността си – Народно начално училище „Отец Паисий“ – село Абрит.

## Обществени институции
Село Абрит към 2024 г. е център на кметство Абрит.

## Природни и културни забележителности
През лятото на 1906 г. в местността Абтаатското кале между днешните села Абрит и Добрин са открити останки от Античността, първоначално интерпретирани като римско укрепление, построено около извор. Карел Шкорпил от Варненското археологическо дружество погрешно приема, че е разкрит древния Абритус. Едва след идентифицирането на Залдапа тезата на Шкорпил за Абритус е отхвърлена и се приема, че се касае за дори по-древно тракийско селище в Малка Скития, основано от племето обулензи около 8 век пр.н.е.
Близо до днешното село се намират останките на античното селище Залдапа, където са разкрити и останки на пет раннохристиянски църкви, сред които в северния край трикорабна базилика от IV – V век.